# Monarch Airlines
A  Monarch Airlines  foi uma companhia aérea do Reino Unido fundada em 1967 e declarada insolvente a 2 de outubro de 2017.

## Frota

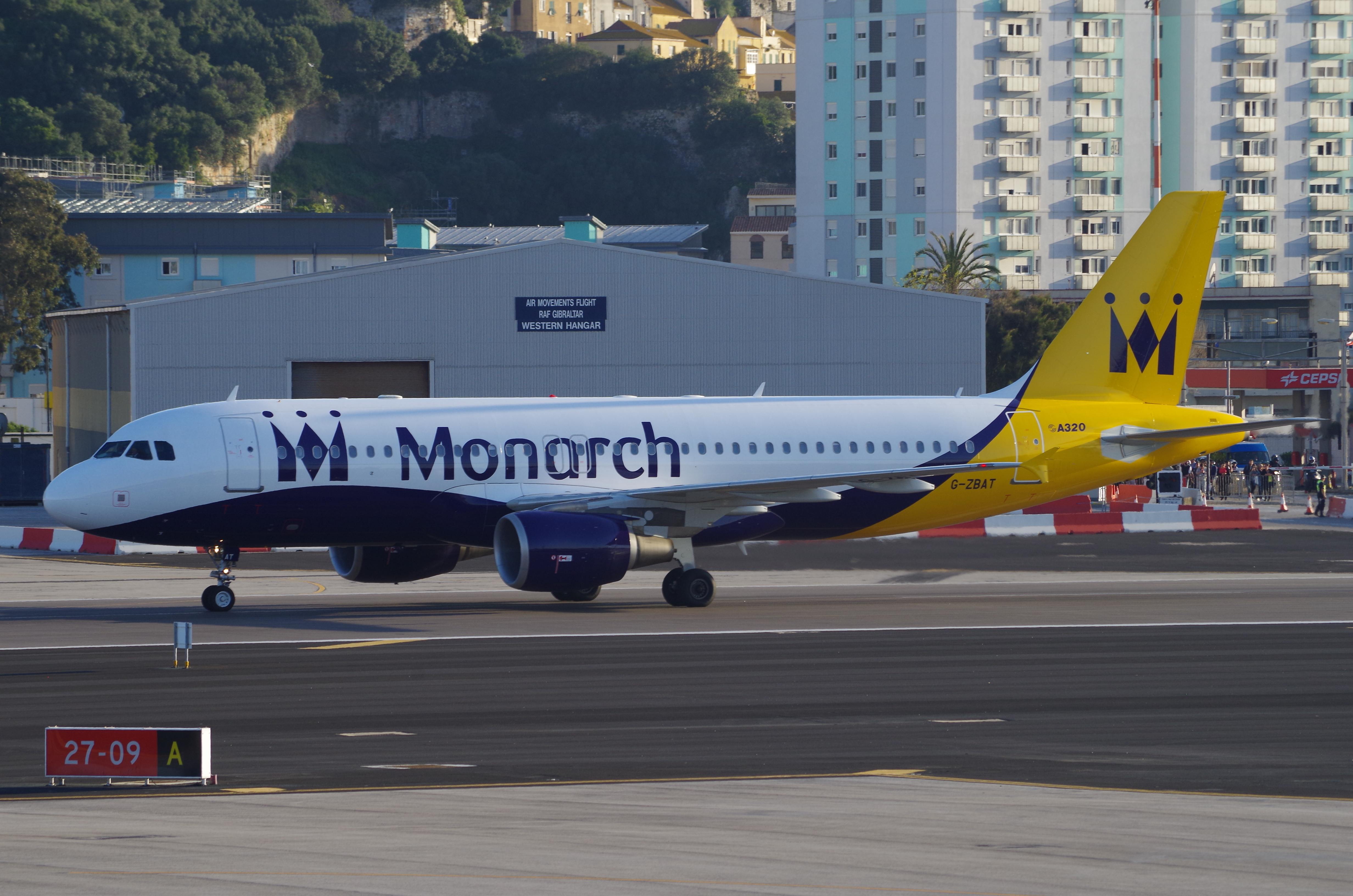
Airbus A320 da Monarch Airlines.

Em outubro de 2017.
- 9 Airbus A320-200
- 25 Airbus A321-200
- 1 Boeing 737-800